# Valérie Hachla-Myslivečková
Valérie Hachla-Myslivečková (28. září 1878 Kutná Hora – 26. února 1968 Praha) byla česká designérka, šperkařka, malířka a grafička

## Život

### Dětství
Narodila se v Kutné Hoře jako první dítě okresního hejtmana z Rakovníka Aloise Myslivečka (* 1842) a jeho ženy Marie rozené Hartmanové (* 1856). Roku 1889 se rodina přestěhovala na Smíchov, kde Valérie absolvovala měšťanskou školu, a od roku 1894 bydleli na Vinohradech. Mladší bratr Zdeněk Mysliveček (1881–1974) byl neurolog a psychiatr, profesor Karlovy univerzity.

### Studia a cesty
Valérie studovala v Praze soukromě malbu u Ludvíka Vacátka. Ve Vídni na Wiener Kunstgewerbeschule absolvovala studium v oddělení dekorativní malby u profesorů Böhmeho a Gustava Klimta, na téže škole absolvovala také pokračovací zlatnickou a ciselérskou školu.
Ve šperkařství se zdokonalila při studijních pobytech v Bulharsku, Dalmácii a Srbsku (kde žila dva roky). V Itálii se učila 2 roky florentskou mozaiku u prof. Agazziho. Dále cestovala po Francii a Německu.

### Působiště
Podle rodinných podkladů Aleny Vrbové měla Valérie od roku 1905 známost s vojenským lékařem Hachlou. Nevěsta v případě sňatku s důstojníkem musela složit vojenskému eráru kauci, na kterou Valérie získala finance až po vyřízení dědictví po tetě Františce Myslivečkové, která si jako bývalá hospodyně Joachima Barranda po paní Nerudové koupila z jeho odkazu dva domy na Zámeckých schodech.
18. května 1912 se Valérie v Praze v kostele sv. Mikuláše na Malé Straně provdala za plukovního lékaře MUDr. Josefa Hachlu (̈1872–1950), s nímž pak bydlela v Praze na Malostranském náměstí 29.

## Tvorba
První díla byla poplatná secesi a malba naivismu. Druhé období avantgardní tvorby začalo po návratu do Prahy roku 1920, kdy tato emancipovaná výtvarnice užívala nepřechýlené jméno svého manžela Hachla, (podobně jako Marie Čermínová se přejmenovala na Toyen) a připojila se k avantgardnímu proudu umělecké tvorby. Hned roku 1920 spoluzaložila Kruh výtvarných umělkyň, stala se jeho první předsedkyní a spoluorganizovala jeho výstavy. Dále vystavovala s jednotou výtvarných umělců v Praze a na českém venkově; zúčastnila se též výstav Wiener Werkstätte ve Vídni. Bálkánskou a jihoevropskou cestu zúročila při výstavách v Bělehradě, v Sofii, v Athénách a v Palermu.

Když roku 1921 Milada Topičová v Topičově salónu založila uměleckoprůmyslové oddělení, Hachla s ní spoluorganizovala výstavu uměleckého průmyslu, a následně vznikly prodejny, v nichž Bohumil Južnič, Hachla a další prodávali své práce. Roku 1922 vystavovala v Uměleckoprůmyslovém museu a v lednu 1927 v Rubešově galerii v Praze.

## Dílo
- šperky z obecných kovů s využitím polodrahokamů
- Kovová kazeta na listiny do základů pomníku v mauzoleu Jana Amose Komenského v kapli v Naardenu (spolupráce s Jaroslavem Bendou) 1935-1937
- knižní značky a grafická úprava knih
- obrazy